# Furona
Furona is een kevergeslacht uit de familie van de boktorren (Cerambycidae). De wetenschappelijke naam van het geslacht werd voor het eerst geldig gepubliceerd in 1945 door Dillon & Dillon.

## Soorten
Furona omvat de volgende soorten:
- Furona corniculata (Bates, 1885)
- Furona degenera (Bates, 1880)
- Furona egens (Erichson, 1847)